# الشفونیه
الشفونیه (به عربی: الشفونية) یک روستا در سوریه است که در استان ریف دمشق واقع شده‌است.
 الشفونیه  ۲٬۹۵۳ نفر جمعیت دارد.